# Specie di Alchemilla
Elenco delle specie del genere Alchemilla:

## A
- Alchemilla abchasica Buser
- Alchemilla abramovii Czkalov
- Alchemilla abyssinica Fresen.
- Alchemilla achtarowii Pawl.
- Alchemilla acrodon S.E.Fröhner
- Alchemilla acropsila Rothm.
- Alchemilla acrostegia Plocek
- Alchemilla acuminatidens Buser
- Alchemilla acutata Buser
- Alchemilla acutidens Buser

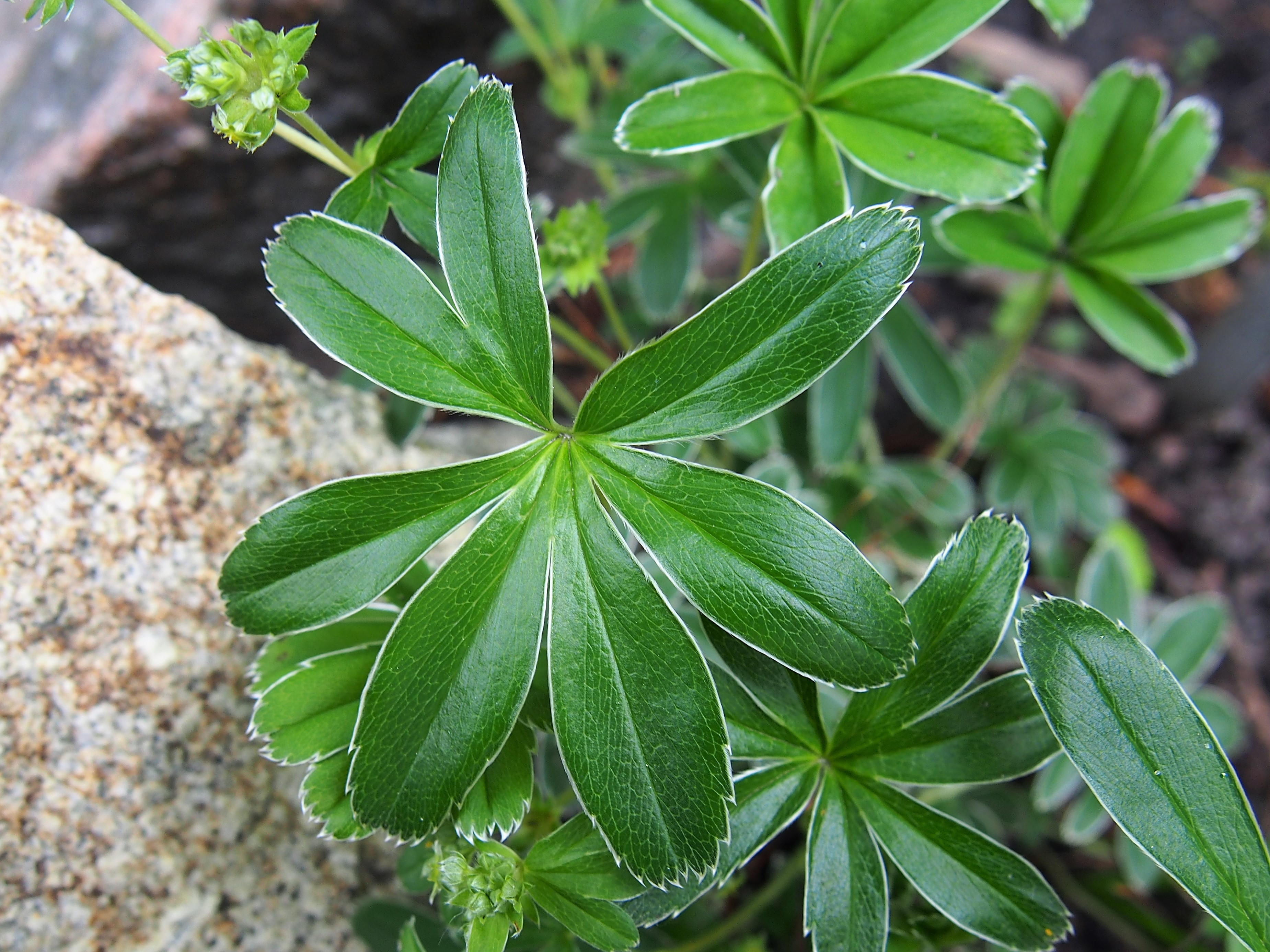
Alchemilla alpina

- Alchemilla acutiformis S.E.Fröhner
- Alchemilla adelodictya Juz.
- Alchemilla aemula Juz.
- Alchemilla aenostipula Juz.
- Alchemilla aequatoriensis Rothm.
- Alchemilla aequidens Pawl.
- Alchemilla aggregata Buser
- Alchemilla alba S.E.Fröhner
- Alchemilla albanica Rothm.
- Alchemilla albinervia S.E.Fröhner
- Alchemilla alneti S.E.Fröhner
- Alchemilla alpigena Buser
- Alchemilla alpina L.
- Alchemilla alpinula S.E.Fröhner
- Alchemilla altaica Juz.
- Alchemilla amardica Rothm.
- Alchemilla amauroptera Plocek
- Alchemilla amblyodes Plocek
- Alchemilla amicorum Pawl.
- Alchemilla amoena (Czeczott) Rothm.
- Alchemilla amphiargyrea Buser
- Alchemilla amphibola Buser
- Alchemilla amphipsila Juz.
- Alchemilla amphisericea Buser
- Alchemilla anceps Plocek
- Alchemilla andina (L.M.Perry) J.F.Macbr.
- Alchemilla angustata S.E.Fröhner
- Alchemilla angustiserrata S.E.Fröhner
- Alchemilla animosa Plocek
- Alchemilla anisiaca Wettst.
- Alchemilla anisopoda Juz.
- Alchemilla antiropata S.E.Fröhner
- Alchemilla aperta Juz.
- Alchemilla aphanoides Mutis ex L.f.
- Alchemilla appressipila Juz.
- Alchemilla aranica S.E.Fröhner
- Alchemilla argentidens Buser
- Alchemilla arguteserrata H.Lindb. ex Juz.
- Alchemilla argyrophylla Oliv.
- Alchemilla armeniaca Rothm.
- Alchemilla aroanica (Buser) Rothm.
- Alchemilla arvensis (L.) Scop.
- Alchemilla aspera Plocek
- Alchemilla aspleniifolia Rothm.
- Alchemilla asteroantha Rothm.
- Alchemilla atlantica H.Lindb.
- Alchemilla atriuscula S.E.Fröhner
- Alchemilla atropurpurea S.E.Fröhner
- Alchemilla atrovirens Buser
- Alchemilla aurata Juz.
- Alchemilla auriculata Juz.
- Alchemilla australiana Rothm.
- Alchemilla australis (Rydb.) Bomble
- Alchemilla austroaltaica V.N.Tikhom.
- Alchemilla austroitalica Brullo, Scelsi & Spamp.

## B
- Alchemilla babiogorensis Pawl.
- Alchemilla bachiti Hochst. ex Hauman & Balle
- Alchemilla bakeri De Wild.
- Alchemilla bakurianica Sosn.
- Alchemilla baltica Juz.
- Alchemilla bandericensis Pawl.
- Alchemilla barbata C.Presl
- Alchemilla barbatiflora Juz.
- Alchemilla benasquensis S.E.Fröhner
- Alchemilla bertiscea Martincic
- Alchemilla betuletorum Rothm.
- Alchemilla bicarpellata Rothm.
- Alchemilla bipinnatifida L.M.Perry
- Alchemilla biquadrata Juz.
- Alchemilla biradiata Ovcz.
- Alchemilla bogumilii Pawlus
- Alchemilla boleslai Pawl.
- Alchemilla bolusii De Wild.
- Alchemilla bombycina Rothm.
- Alchemilla bonae S.E.Fröhner
- Alchemilla borderei Buser ex S.E.Fröhner
- Alchemilla borealis Sam. ex Juz.
- Alchemilla bornmuelleri Rothm.
- Alchemilla brachetiana Buser
- Alchemilla brachycodon Plocek
- Alchemilla braun-blanquetii Pawl.
- Alchemilla brevidens Juz.
- Alchemilla breviloba H.Lindb.
- Alchemilla brevituba Juz.
- Alchemilla bucovinensis Sychak
- Alchemilla bulgarica Rothm.
- Alchemilla bungei Juz.
- Alchemilla burgensis S.E.Fröhner
- Alchemilla bursensis Pawl.
- Alchemilla buschii Juz.
- Alchemilla buseri Maill.
- Alchemilla buseriana Rothm.

## C

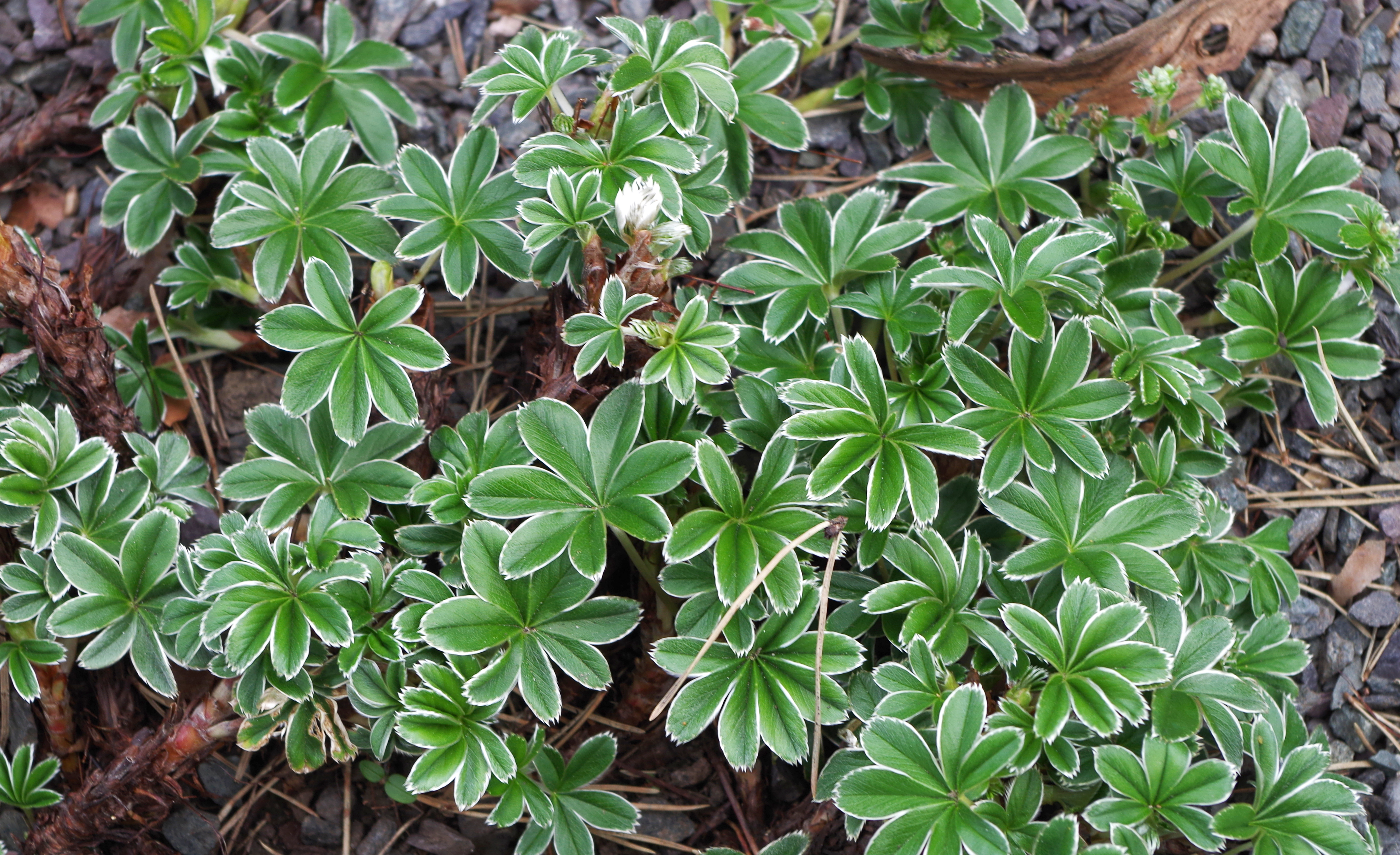
Alchemilla conjuncta

- Alchemilla cadinensis Aymerich & L.Sáez
- Alchemilla calviflora Plocek
- Alchemilla calvifolia Juz.
- Alchemilla calviformis Ovcz.
- Alchemilla camptopoda Juz.
- Alchemilla canifolia S.E.Fröhner
- Alchemilla capensis Lam.
- Alchemilla capillacea Juz.
- Alchemilla carinthiaca S.E.Fröhner
- Alchemilla carniolica (Paulin) Fritsch
- Alchemilla cartalinica Juz.
- Alchemilla cartilaginea Rothm.
- Alchemilla cashmeriana Rothm.
- Alchemilla catachnoa Rothm.
- Alchemilla catalaunica Rothm.
- Alchemilla cataractarum S.E.Fröhner
- Alchemilla caucasica Buser
- Alchemilla cavillieri (Burnat) Pignatti
- Alchemilla ceroniana Buser
- Alchemilla chalarodesma Plocek
- Alchemilla charbonneliana Buser ex Charb.
- Alchemilla cheirochlora Juz.
- Alchemilla chilitricha Plocek
- Alchemilla chionophila Juz.
- Alchemilla chirophylla Buser
- Alchemilla chlorosericea (Buser) Juz.
- Alchemilla chthamalea Rothm.
- Alchemilla ciminensis Pawl.
- Alchemilla cinerea Buser
- Alchemilla circassica Juz.
- Alchemilla circularis Juz.
- Alchemilla circumdentata Juz.
- Alchemilla citrina S.E.Fröhner
- Alchemilla colorata Buser
- Alchemilla colura Hilliard
- Alchemilla commixta Juz.
- Alchemilla compactilis Juz.
- Alchemilla compta Buser
- Alchemilla condensa S.E.Fröhner
- Alchemilla confertula Juz.
- Alchemilla conglobata H.Lindb.
- Alchemilla conjuncta Bab.
- Alchemilla connivens Buser
- Alchemilla consobrina Juz.
- Alchemilla contractilis (Plocek) S.E.Fröhner
- Alchemilla controversa Jaquet ex Buser
- Alchemilla corcontica Plocek
- Alchemilla coriacea Buser
- Alchemilla cornucopioides (Lag.) Roem. & Schult.
- Alchemilla coruscans Buser
- Alchemilla crassa (Plocek) Plocek
- Alchemilla crassicaulis Juz.
- Alchemilla crebridens Juz.
- Alchemilla crenulata S.E.Fröhner
- Alchemilla crinita Buser
- Alchemilla croatica Gand.
- Alchemilla cryptantha Steud. ex A.Rich.
- Alchemilla cunctatrix Juz.
- Alchemilla cuneata Gaudin ex Monnard
- Alchemilla curaica Juz.
- Alchemilla curta S.E.Fröhner
- Alchemilla curtiloba Buser
- Alchemilla curtischista Plocek
- Alchemilla curvidens Juz.
- Alchemilla cymatophylla Juz.
- Alchemilla cyrtopleura Juz.
- Alchemilla czamsinensis V.N.Tikhom.
- Alchemilla czaryschensis Czkalov
- Alchemilla czywczynensis Pawl.

## D
- Alchemilla daghestanica Juz.
- Alchemilla damianicensis Pawl.
- Alchemilla dasyclada Juz.
- Alchemilla dasycrater Juz.
- Alchemilla debilis Juz.
- Alchemilla decalvans Juz.
- Alchemilla decumbens Buser
- Alchemilla decurrens Plocek
- Alchemilla delitescens Plocek
- Alchemilla delphinensis Buser
- Alchemilla demissa Buser
- Alchemilla denticulata Juz.
- Alchemilla depexa Juz.
- Alchemilla devestiens Juz.
- Alchemilla dewildemanii T.C.E.Fr.
- Alchemilla deylii Plocek ex Soják
- Alchemilla diademata Rothm.
- Alchemilla diglossa Juz.
- Alchemilla diluta S.E.Fröhner
- Alchemilla diplophylla Diels
- Alchemilla divaricans Buser
- Alchemilla diversiloba Buser ex Dalla Torre & Sarnth.
- Alchemilla diversipes Juz.
- Alchemilla dolichotoma Plocek
- Alchemilla dombaica Juz.
- Alchemilla domingensis Urb.
- Alchemilla dostalii Plocek
- Alchemilla dura Buser
- Alchemilla dzhavakhetica Juz.

## E
- Alchemilla echinogloba Plocek
- Alchemilla effusa Buser
- Alchemilla elata Buser
- Alchemilla elgonensis Mildbr.
- Alchemilla elisabethae Juz.
- Alchemilla ellenbeckii Engl.
- Alchemilla ellenbergiana Rothm.
- Alchemilla elongata Eckl. & Zeyh.
- Alchemilla epidasys Rothm.
- Alchemilla epipsila Juz.
- Alchemilla equisetiformis Trevir.
- Alchemilla erectilis Juz.
- Alchemilla ericoides L.M.Perry
- Alchemilla erodiifolia Wedd.
- Alchemilla erythropoda Juz.
- Alchemilla erythropodoides Pawl.
- Alchemilla erzincanensis Pawl.
- Alchemilla espotensis S.E.Fröhner
- Alchemilla eugenii Pawl.
- Alchemilla eurystoma S.E.Fröhner
- Alchemilla exaperta Plocek
- Alchemilla excentrica Zämelis
- Alchemilla exigua Buser
- Alchemilla exilis Juz.
- Alchemilla exsanguis Juz.
- Alchemilla exsculpta Juz.
- Alchemilla exuens Juz.
- Alchemilla exul Juz.

## F
- Alchemilla faeroensis (Lange) Buser
- Alchemilla fagetii S.E.Fröhner
- Alchemilla fallax Buser
- Alchemilla farinosa S.E.Fröhner
- Alchemilla federiciana S.E.Fröhner
- Alchemilla filicaulis Buser
- Alchemilla firma Buser
- Alchemilla fischeri Engl.
- Alchemilla fissa Günther & Schummel
- Alchemilla fissimima Buser
- Alchemilla flabellata Buser
- Alchemilla flavescens Buser
- Alchemilla flavicoma Buser
- Alchemilla flavovirens Buser
- Alchemilla flexicaulis Buser
- Alchemilla floribunda Murb.
- Alchemilla florulenta Buser
- Alchemilla fluminea S.E.Fröhner
- Alchemilla fokinii Juz.
- Alchemilla fontinalis Juz.
- Alchemilla fontqueri Rothm.
- Alchemilla frigens Buser
- Alchemilla frigida Wedd.
- Alchemilla frondosa Juz.
- Alchemilla frost-olsenii S.E.Fröhner
- Alchemilla fulgens Buser
- Alchemilla fulgida S.E.Fröhner
- Alchemilla fulvescens (L.M.Perry) Rothm.
- Alchemilla fusoidea Plocek

## G
- Alchemilla gaillardiana Buser
- Alchemilla galaninii Czkalov
- Alchemilla galioides Benth.
- Alchemilla galkinae S.E.Fröhner

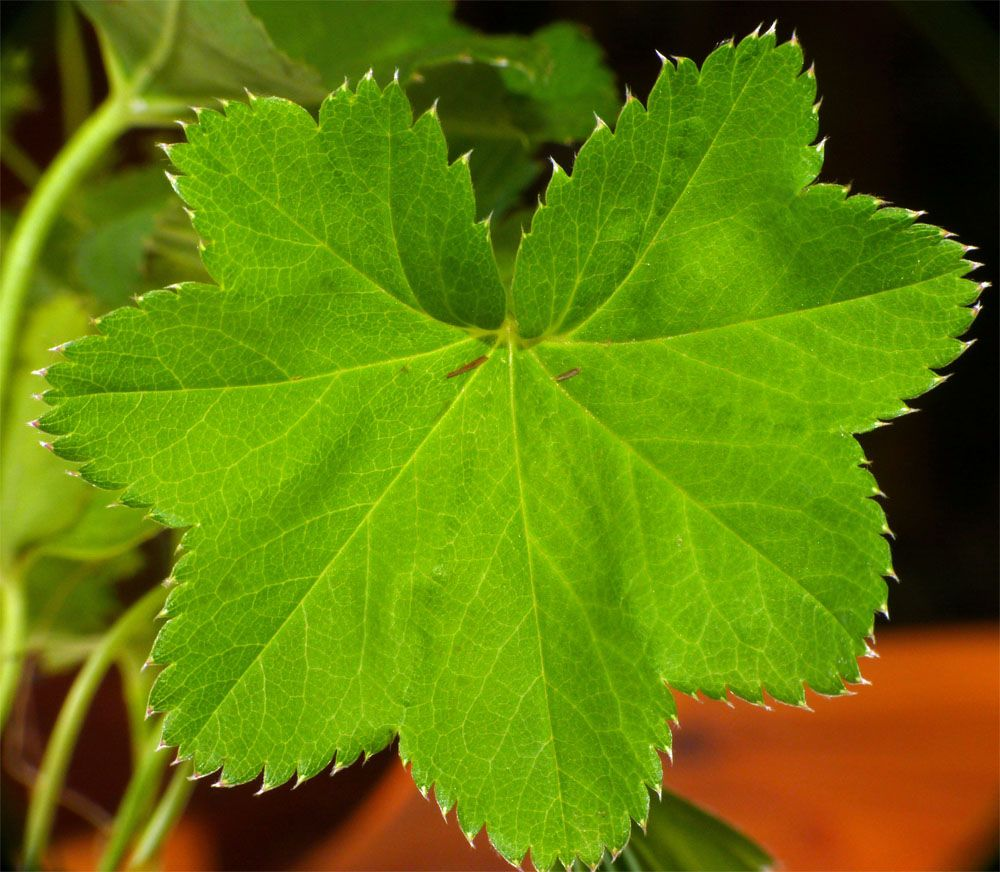
Alchemilla glabra

- Alchemilla galpinii Hauman & Balle
- Alchemilla gemmia Buser
- Alchemilla georgica Juz.
- Alchemilla gibberulosa H.Lindb.
- Alchemilla giewontica Pawl.
- Alchemilla gigantodus S.E.Fröhner
- Alchemilla gingolphiana S.E.Fröhner
- Alchemilla glabra Neygenf.
- Alchemilla glabricaulis H.Lindb.
- Alchemilla glabriformis Juz.
- Alchemilla glacialis Buser
- Alchemilla glaucescens Wallr.
- Alchemilla glomerulans Buser
- Alchemilla glyphodonta Juz.
- Alchemilla goloskokovii Juz.
- Alchemilla gorcensis Pawl.
- Alchemilla gourzae Ibn Tattou
- Alchemilla grandiceps Plocek
- Alchemilla grandidens Juz.
- Alchemilla grenieri Guillot
- Alchemilla grisebachiana L.M.Perry
- Alchemilla grossheimii Juz.
- Alchemilla grossidens Buser
- Alchemilla gruneica Plocek
- Alchemilla guatemalensis Rothm.
- Alchemilla gymnopoda Plocek

## H
- Alchemilla hagenia T.C.E.Fr.
- Alchemilla hamzaoglui Yild.
- Alchemilla haraldii Juz.
- Alchemilla haumanii Rothm.
- Alchemilla hebescens Juz.
- Alchemilla helenae Juz.
- Alchemilla helvetica Brügger
- Alchemilla hendrickxii Hauman & Balle
- Alchemilla heptagona Juz.
- Alchemilla hessii Rothm.
- Alchemilla heterophylla Rothm.
- Alchemilla heteropoda Buser
- Alchemilla heteroschista Juz.
- Alchemilla heterotricha Rothm.
- Alchemilla hians Juz.
- Alchemilla hildebrandtii Engl.
- Alchemilla hirsuticaulis H.Lindb.
- Alchemilla hirsutiflora (Buser) Rothm.
- Alchemilla hirsutissima Juz.
- Alchemilla hirsutopetiolata (De Wild.) Rothm.
- Alchemilla hirta (L.M.Perry) Rothm.
- Alchemilla hirtipedicellata Juz.
- Alchemilla hirtipes Buser
- Alchemilla hispanica S.E.Fröhner
- Alchemilla hispidula L.M.Perry
- Alchemilla hissarica Ovcz. & Kochk.
- Alchemilla holocycla Rothm.
- Alchemilla holosericea L.M.Perry
- Alchemilla homoeophylla Juz.
- Alchemilla hoppeana (Rchb.) Dalla Torre
- Alchemilla hoppeaniformis S.E.Fröhner
- Alchemilla hoverlensis Pawlus & Lovelius
- Alchemilla humilicaulis Juz.
- Alchemilla hybrida (L.) L.
- Alchemilla hyperborea Juz.
- Alchemilla hypercycla S.E.Fröhner
- Alchemilla hyperptycha Plocek
- Alchemilla hypochlora Juz.
- Alchemilla hypotricha Juz.
- Alchemilla hyrcana (Buser) Juz.

## I
- Alchemilla ilerdensis S.E.Fröhner
- Alchemilla imberbis Juz.
- Alchemilla impedicellata S.E.Fröhner
- Alchemilla impexa Buser
- Alchemilla impolita Juz.
- Alchemilla incisa Buser
- Alchemilla inconcinna Buser
- Alchemilla incurvata Gand.
- Alchemilla indica Gardner
- Alchemilla indivisa (Formánek ex Buser) Rothm.
- Alchemilla indurata Juz.
- Alchemilla infravallesia (Buser) Rothm.
- Alchemilla iniquiformis S.E.Fröhner
- Alchemilla insignis Juz.
- Alchemilla integribasis Juz.
- Alchemilla inversa Juz.
- Alchemilla iratiana S.E.Fröhner
- Alchemilla iremelica Juz.
- Alchemilla ischnocarpa S.E.Fröhner
- Alchemilla isfarensis Ovcz. & Kochk.
- Alchemilla isodonta Plocek

## J
- Alchemilla jailae Juz.
- Alchemilla jamesonii L.M.Perry
- Alchemilla japonica Nakai & H.Hara
- Alchemilla jaquetiana Buser
- Alchemilla jaroschenkoi Grossh.
- Alchemilla jasiewiczii Pawl.
- Alchemilla johnstonii Oliv.
- Alchemilla jugensis (Buser) Maill.
- Alchemilla jumrukczalica Pawl.

## K
- Alchemilla kemlensis Czkalov
- Alchemilla kerneri Janch. ex Rothm.
- Alchemilla killipii Rothm.
- Alchemilla kiwuensis Engl.
- Alchemilla kolaensis Juz.
- Alchemilla kornasiana Pawl.
- Alchemilla kosiarensis Plocek
- Alchemilla kozlovskii Juz.
- Alchemilla krassovskiana Czkalov
- Alchemilla krylovii Juz.
- Alchemilla kulczynskii Pawl.
- Alchemilla kurdica Rothm.
- Alchemilla kvarkushensis Juz.

## L
- Alchemilla ladislai Pawl.
- Alchemilla laeta Juz.
- Alchemilla laeticolor Juz.
- Alchemilla laevipes Plocek
- Alchemilla lainzii S.E.Fröhner
- Alchemilla languescens Juz.
- Alchemilla languida Buser
- Alchemilla lanuginosa Rothm.
- Alchemilla lasenii S.E.Fröhner
- Alchemilla laxa Plocek
- Alchemilla laxescens Czkalov
- Alchemilla lechleriana Griseb.
- Alchemilla ledebourii Juz.
- Alchemilla legionensis S.E.Fröhner
- Alchemilla leiophylla Juz.
- Alchemilla leptoclada Buser
- Alchemilla lessingiana Juz.
- Alchemilla leutei S.E.Fröhner
- Alchemilla lindbergiana Juz.
- Alchemilla lineata Buser
- Alchemilla lipschitzii Lipsch. ex Juz.
- Alchemilla lithophila Juz.
- Alchemilla litwinowii Juz.
- Alchemilla longana Buser
- Alchemilla longidens Plocek
- Alchemilla longinodis (Buser) Maill.
- Alchemilla longipes Juz.
- Alchemilla longituba S.E.Fröhner
- Alchemilla longiuscula Buser
- Alchemilla looseri Rothm.
- Alchemilla lorata Plocek
- Alchemilla loxotropa Plocek
- Alchemilla lucida Buser
- Alchemilla ludovitiana Plocek
- Alchemilla lunaria S.E.Fröhner
- Alchemilla lycopodioides Trevir.
- Alchemilla lydiae Zämelis

## M
- Alchemilla macrescens Juz.
- Alchemilla macrochira S.E.Fröhner
- Alchemilla macroclada Juz.

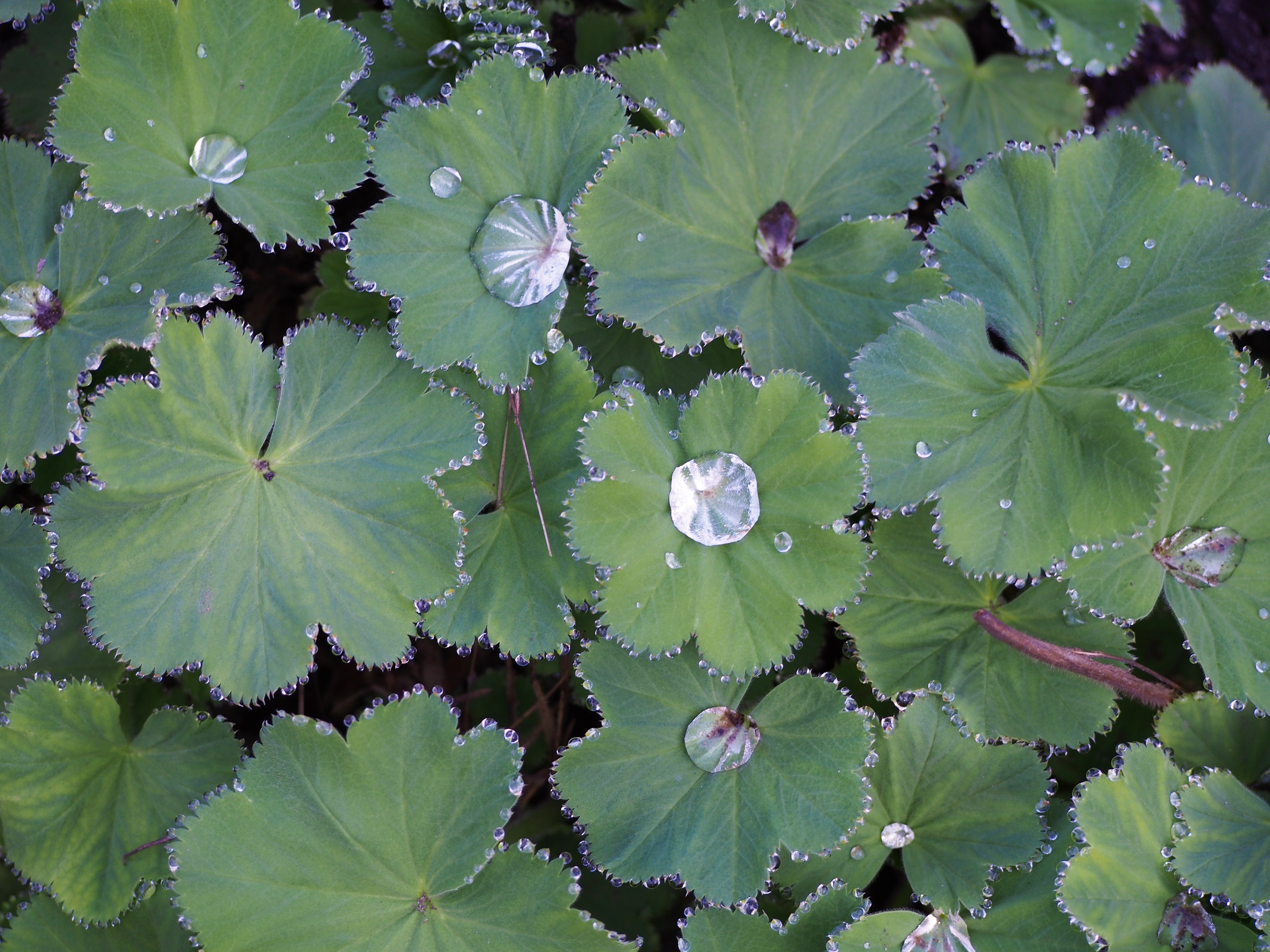
Alchemilla mollis

- Alchemilla madurensis (Rothm.) K.M.Purohit & Panigrahi
- Alchemilla malimontana Juz.
- Alchemilla malyi Rothm. ex K.Malý
- Alchemilla mandoniana Wedd.
- Alchemilla maradykovensis Czkalov
- Alchemilla marginata Plocek
- Alchemilla maroccana (Hyl. & Rothm.) Devesa
- Alchemilla marsica Buser
- Alchemilla martinii S.E.Fröhner
- Alchemilla mastodonta Juz.
- Alchemilla matreiensis S.E.Fröhner
- Alchemilla maureri S.E.Fröhner
- Alchemilla mazandarana Naqinezhad & S.E.Fröhner
- Alchemilla megalodonta Plocek
- Alchemilla melancholica S.E.Fröhner
- Alchemilla melanoscytos S.E.Fröhner
- Alchemilla micans Buser
- Alchemilla michelsonii Juz.
- Alchemilla microbetula T.C.E.Fr.
- Alchemilla microcarpa Boiss. & Reut.
- Alchemilla microcephala S.E.Fröhner
- Alchemilla microdictya Juz.
- Alchemilla microdonta Juz.
- Alchemilla microscopica S.E.Fröhner
- Alchemilla microsphaerica S.E.Fröhner
- Alchemilla mininzonii Czkalov
- Alchemilla minusculiflora Buser
- Alchemilla minutidens Buser
- Alchemilla minutiflora Azn.
- Alchemilla mollifolia Plocek & Zlinska
- Alchemilla mollis (Buser) Rothm.
- Alchemilla moncophila Plocek
- Alchemilla montenegrina Plocek
- Alchemilla monticola Opiz
- Alchemilla montserratii S.E.Fröhner
- Alchemilla moritziana (Dammer) L.M.Perry
- Alchemilla multidens Buser
- Alchemilla multiloba Plocek
- Alchemilla murbeckiana Buser
- Alchemilla murisserica Maill.
- Alchemilla mutisii Rothm.
- Alchemilla mystrostigma S.E.Fröhner

## N
- Alchemilla nafarroana S.E.Fröhner
- Alchemilla natalensis Engl.
- Alchemilla neglecta Rothm.
- Alchemilla nemoralis Alechin
- Alchemilla nietofelineri S.E.Fröhner
- Alchemilla niphogeton Buser ex Pamp.
- Alchemilla nitida Buser
- Alchemilla nivalis Kunth
- Alchemilla norica S.E.Fröhner
- Alchemilla nudans S.E.Fröhner
- Alchemilla nydeggeriana S.E.Fröhner

## O
- Alchemilla obconiciflora Juz.
- Alchemilla obesa Plocek
- Alchemilla obscura Buser
- Alchemilla obsoleta S.E.Fröhner
- Alchemilla obtegens Juz.
- Alchemilla obtusa Buser
- Alchemilla obtusiformis Alechin
- Alchemilla oculimarina Pawl.
- Alchemilla oirotica Czkalov
- Alchemilla oligantha Juz.
- Alchemilla oligotricha Juz.
- Alchemilla omalophylla Juz.
- Alchemilla opaca Buser
- Alchemilla ophioreina Juz.
- Alchemilla orbicans Juz.
- Alchemilla orbiculata Ruiz & Pav.
- Alchemilla orduensis Pawl.
- Alchemilla oriturcica Pawl.
- Alchemilla orizabensis (Rydb.) Fedde
- Alchemilla orthotricha Rothm.
- Alchemilla oscensis S.E.Fröhner
- Alchemilla othmarii Buser
- Alchemilla oxyodonta (Buser) G.C.Westerl.
- Alchemilla oxysepala Juz.
- Alchemilla ozana S.E.Fröhner

## P
- Alchemilla pachyphylla Juz.
- Alchemilla paeneglabra Juz.
- Alchemilla paicheana (Buser) Rothm.
- Alchemilla pallens Buser
- Alchemilla paludicola Rothm.
- Alchemilla panigrahiana K.M.Purohit
- Alchemilla parcipila Juz.
- Alchemilla parijae Panigrahi & K.M.Purohit
- Alchemilla parodii I.M.Johnst.
- Alchemilla pascualis Juz.
- Alchemilla patens Plocek
- Alchemilla paupercula S.E.Fröhner
- Alchemilla pavlovii Juz.
- Alchemilla pawlowskii Assenov
- Alchemilla pectinata Kunth
- Alchemilla pectiniloba S.E.Fröhner
- Alchemilla pedata Hochst. ex A.Rich.
- Alchemilla pedicellata Rothm.
- Alchemilla pentaphyllea L.
- Alchemilla pentaphylloides Buser
- Alchemilla perglabra Alechin
- Alchemilla peristerica Pawl.
- Alchemilla perrieri De Wild.
- Alchemilla perryana Rothm.
- Alchemilla persica Rothm.
- Alchemilla perspicua S.E.Fröhner
- Alchemilla petiolulans (Buser ex E.G.Camus) Buser
- Alchemilla petraea Buser ex Maill.
- Alchemilla phalacropoda Juz.
- Alchemilla phegophila Juz.
- Alchemilla philonotis S.E.Fröhner
- Alchemilla pilosiplica Juz.
- Alchemilla pinguis Juz.
- Alchemilla pinnata Ruiz & Pav.
- Alchemilla pirinica Pawl.
- Alchemilla platygyria S.E.Fröhner
- Alchemilla plicata Buser
- Alchemilla plicatissima S.E.Fröhner
- Alchemilla plicatula Gand.
- Alchemilla pogonophora Juz.
- Alchemilla polatschekiana S.E.Fröhner
- Alchemilla polemochora S.E.Fröhner
- Alchemilla polessica Tretjakov
- Alchemilla polita S.E.Fröhner
- Alchemilla polonica Pawl.
- Alchemilla polychroma S.E.Fröhner
- Alchemilla polylepis Wedd.
- Alchemilla porrectidens Juz.
- Alchemilla prasina Juz.
- Alchemilla procerrima S.E.Fröhner
- Alchemilla procumbens Rose
- Alchemilla propinqua H.Lindb. ex Juz.
- Alchemilla pseudincisa Pawl.
- Alchemilla pseudobungeana Czkalov
- Alchemilla pseudocalycina Juz.
- Alchemilla pseudocartalinica Juz.
- Alchemilla pseudodecumbens Hügin & S.E.Fröhner
- Alchemilla pseudothmari Pawl.
- Alchemilla pseudovenusta Rothm.
- Alchemilla psilocaula Juz.
- Alchemilla psilomischa Rothm.
- Alchemilla psiloneura Juz.
- Alchemilla purdiei L.M.Perry
- Alchemilla purohitii Lakshmin., Bandyop. & Chand.Gupta
- Alchemilla pusilla Pomel
- Alchemilla pustynensis Czkalov
- Alchemilla pycnantha Juz.
- Alchemilla pycnoloba Juz.
- Alchemilla pycnotricha Juz.

## Q
- Alchemilla quinqueloba Rothm.

## R
- Alchemilla racemulosa Buser
- Alchemilla raddeana (Buser) Juz.
- Alchemilla radiisecta Buser
- Alchemilla ramosissima Rothm.
- Alchemilla ranunculoides L.M.Perry
- Alchemilla reflexa Frost-Ols.
- Alchemilla rehmannii Engl.
- Alchemilla reniformis Buser
- Alchemilla repens C.Presl
- Alchemilla resupinata Rothm.
- Alchemilla retinerviformis Juz.
- Alchemilla retinervis Buser
- Alchemilla retropilosa Juz.
- Alchemilla reversantha Plocek
- Alchemilla rhiphaea Juz.
- Alchemilla rhodobasis Plocek
- Alchemilla rhodocycla Plocek
- Alchemilla rhododendrophila Buser
- Alchemilla rivulorum Rothm.
- Alchemilla rizensis Pawl.
- Alchemilla roccatii Cortesi
- Alchemilla rubens Lipsch. ex Juz.
- Alchemilla rubidula Plocek
- Alchemilla rubricaulis Juz.
- Alchemilla rubristipula Buser
- Alchemilla rugulosa S.E.Fröhner
- Alchemilla rupestris Kunth
- Alchemilla rusbyi L.M.Perry
- Alchemilla rutenbergii O.Hoffm.

## S
- Alchemilla sabauda Buser
- Alchemilla saliceti S.E.Fröhner

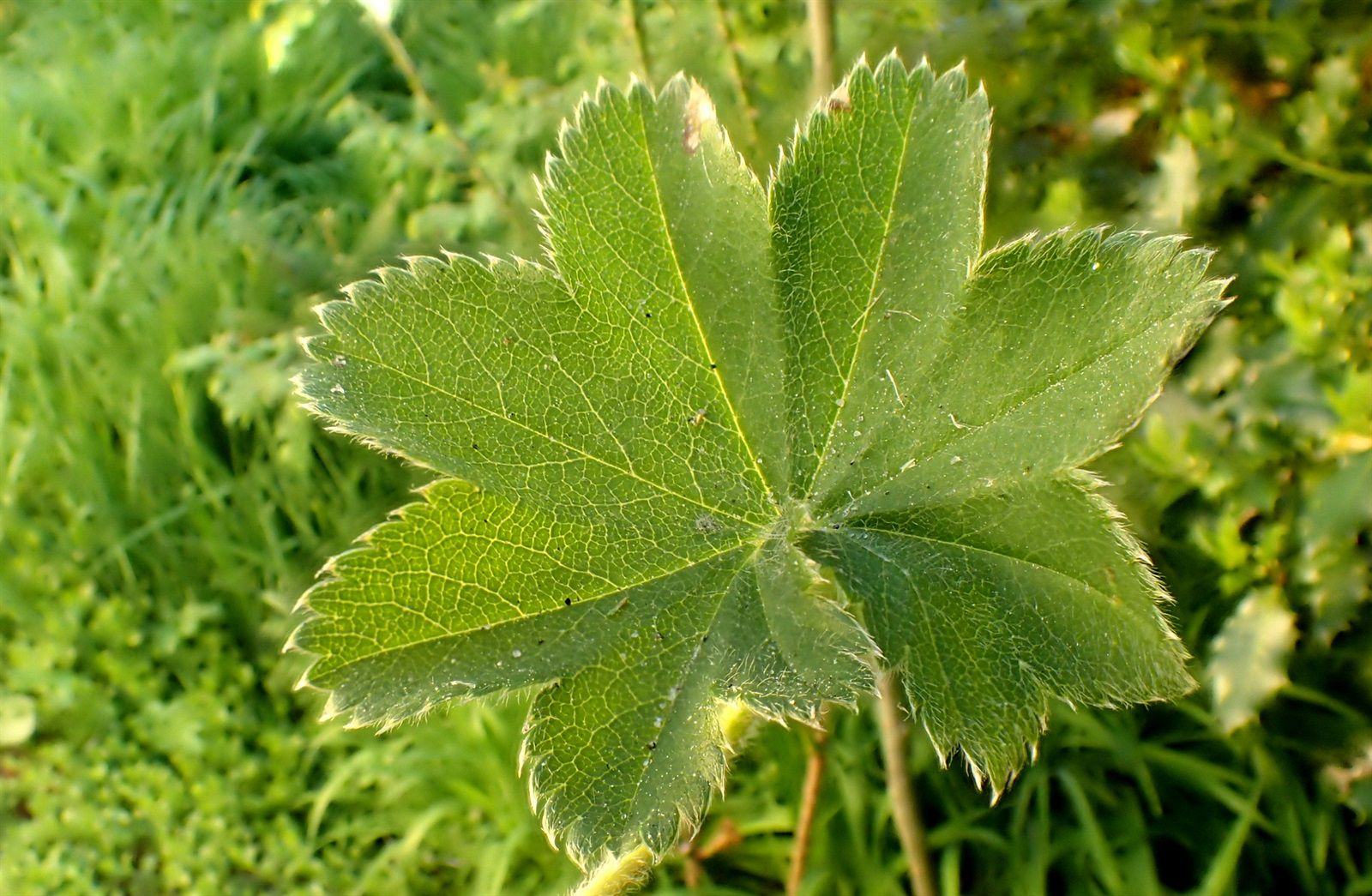
Alchemilla subcrenata

- Alchemilla samuelssonii Rothm. ex S.E.Fröhner
- Alchemilla sandiensis Pilg.
- Alchemilla sanguinolenta Juz.
- Alchemilla santanderiensis S.E.Fröhner
- Alchemilla sarmatica Juz.
- Alchemilla sarmentosa L.M.Perry
- Alchemilla sauri Juz.
- Alchemilla saxatilis Buser
- Alchemilla saxetana Buser
- Alchemilla scalaris Juz.
- Alchemilla schischkinii Juz.
- Alchemilla schistophylla Juz.
- Alchemilla schizophylla Baker
- Alchemilla schlechteriana Rothm.
- Alchemilla schmakovii Czkalov
- Alchemilla schmidelyana Buser
- Alchemilla sciadiophylla Rothm.
- Alchemilla sciura M.Lynes
- Alchemilla sedelmeyeriana Juz.
- Alchemilla sejuncta Plocek
- Alchemilla semidivisa Ericsson
- Alchemilla semilunaris Alechin
- Alchemilla semisecta Buser
- Alchemilla semispoliata Juz.
- Alchemilla serbica (Paulin) Pawl.
- Alchemilla sergii Juz.
- Alchemilla sericata Rchb. ex Buser
- Alchemilla sericea Willd.
- Alchemilla sericoneura Buser
- Alchemilla sericoneuroides Pawl.
- Alchemilla serratisaxatilis S.E.Fröhner
- Alchemilla sevangensis Juz.
- Alchemilla sibbaldiifolia Kunth
- Alchemilla sibirica Zämelis
- Alchemilla sibthorpioides (Hook.f.) Panigrahi & K.M.Purohit
- Alchemilla sierrae Romo
- Alchemilla sintenisii Rothm.
- Alchemilla sinuata Buser
- Alchemilla sirjaevii Plocek
- Alchemilla smaragdina Plocek
- Alchemilla smirnovii Juz.
- Alchemilla smytniensis Pawl.
- Alchemilla snarskisii Czerep.
- Alchemilla sojakii Plocek
- Alchemilla sokolowskii Pawl.
- Alchemilla spathulata S.E.Fröhner
- Alchemilla speciosa Buser
- Alchemilla spectabilior S.E.Fröhner
- Alchemilla splendens Christ
- Alchemilla sprucei L.M.Perry
- Alchemilla squarrosula Buser
- Alchemilla standleyi L.M.Perry
- Alchemilla stanislaae Pawl.
- Alchemilla stellaris Juz.
- Alchemilla stellulata Juz.
- Alchemilla stenantha Juz.
- Alchemilla stenoleuca Plocek
- Alchemilla stevenii Buser
- Alchemilla stichotricha Juz.
- Alchemilla stiriaca S.E.Fröhner
- Alchemilla straminea Buser
- Alchemilla stricta Rothm.
- Alchemilla strictissima Juz.
- Alchemilla strigosula Buser
- Alchemilla stuhlmannii Engl.
- Alchemilla suavis Plocek
- Alchemilla subalpina S.E.Fröhner
- Alchemilla subcrenata Buser
- Alchemilla subcrenatiformis Juz.
- Alchemilla subcrispata Juz.
- Alchemilla suberectipila Juz.
- Alchemilla subglobosa G.C.Westerl.
- Alchemilla subnivalis Baker f.
- Alchemilla subsericea Reut.
- Alchemilla subsessilis Plocek
- Alchemilla subsplendens Buser
- Alchemilla substrigosa Juz.
- Alchemilla sukaczevii V.N.Tikhom.
- Alchemilla superata Plocek
- Alchemilla supina Juz.
- Alchemilla surculosa S.E.Fröhner
- Alchemilla szaferi Pawl.

## T
- Alchemilla tacikii Plocek
- Alchemilla taernaensis Hyl. ex Ericsson & Hellqv.
- Alchemilla tamarae Juz.
- Alchemilla taurica (Buser) Juz.
- Alchemilla tenerifolia S.E.Fröhner
- Alchemilla tenerrima S.E.Fröhner
- Alchemilla tenuis Buser
- Alchemilla thaumasia Plocek
- Alchemilla tianschanica Juz.
- Alchemilla tichomirovii Czkalov
- Alchemilla tirolensis Buser ex Dalla Torre & Sarnth.
- Alchemilla tiryalensis Pawl.
- Alchemilla transcaucasica Rothm.
- Alchemilla transiens (Buser) Buser
- Alchemilla transiliensis Juz.
- Alchemilla transpolaris Juz.
- Alchemilla tredecimloba Buser
- Alchemilla trichocrater Juz.
- Alchemilla triphylla Rothm.
- Alchemilla trollii Rothm.
- Alchemilla trullata Buser
- Alchemilla trunciloba Buser
- Alchemilla tubulosa Juz.
- Alchemilla turkulensis Pawl.
- Alchemilla turuchanica Juz.
- Alchemilla tytthantha Juz.
- Alchemilla tzvelevii Czkalov

## U
- Alchemilla undulata Buser
- Alchemilla uniflora (Maguire) Govaerts
- Alchemilla urceolata Juz.

## V
- Alchemilla vaccariana Buser
- Alchemilla valdehirsuta Buser
- Alchemilla velutina S.Watson
- Alchemilla venosa Juz.
- Alchemilla venosula Buser
- Alchemilla ventiana V.N.Tikhom.

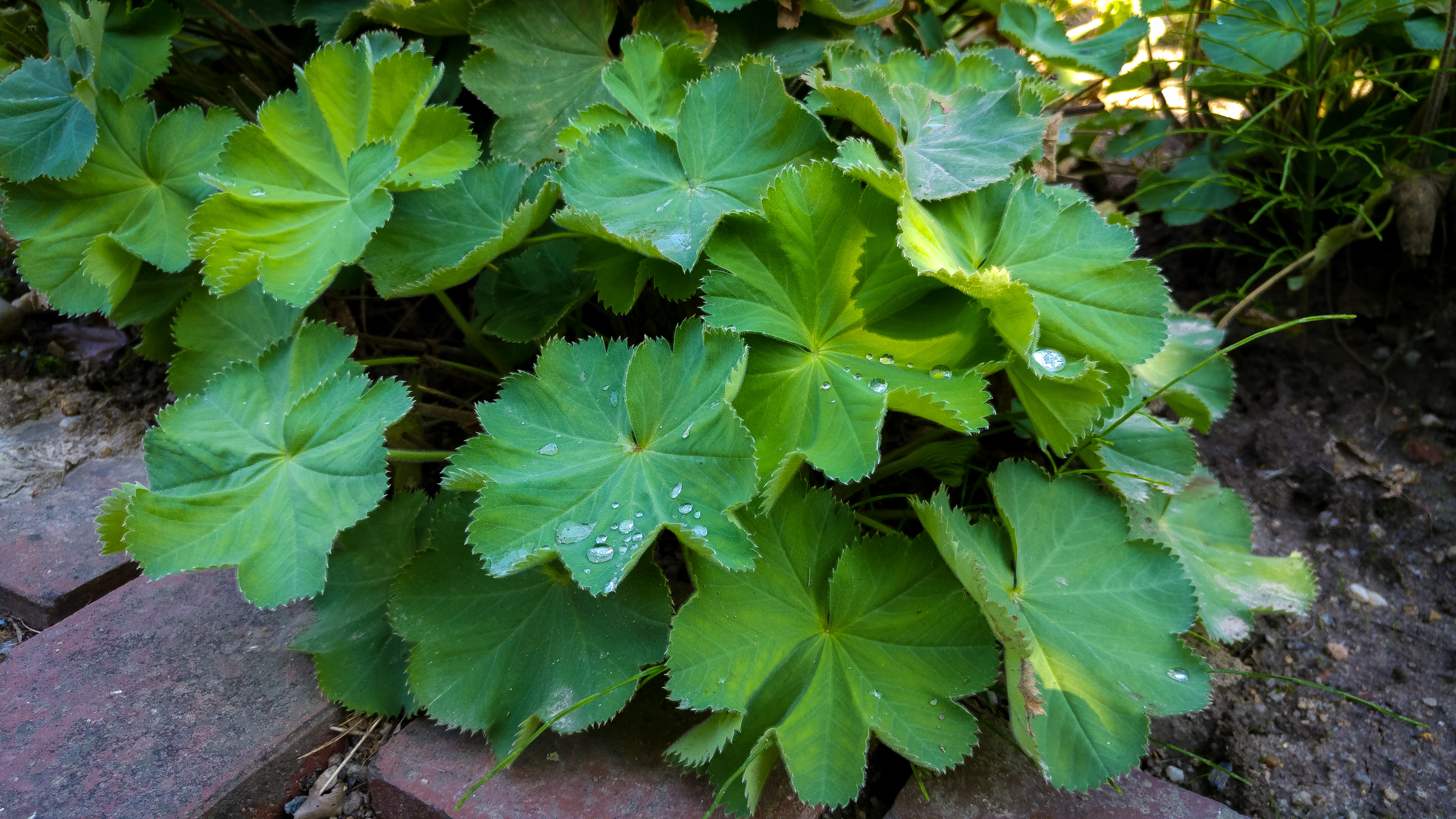
Alchemilla vulgaris

- Alchemilla venusta Cham. & Schltdl.
- Alchemilla verae Ovcz. & Kochk.
- Alchemilla veronicae Juz.
- Alchemilla versipila Buser
- Alchemilla versipiloides Pawl.
- Alchemilla verticillata Fielding & Gardner
- Alchemilla vetteri Buser
- Alchemilla villarii S.E.Fröhner
- Alchemilla villosa Jungh.
- Alchemilla vinacea Juz.
- Alchemilla vincekii Plocek
- Alchemilla virginea Plocek
- Alchemilla viridiflora Rothm.
- Alchemilla viridifolia Snarskis
- Alchemilla vizcayensis S.E.Fröhner
- Alchemilla volkensii Engl.
- Alchemilla vorotnikovii Czkalov
- Alchemilla vranicensis Pawl.
- Alchemilla vulcanica Cham. & Schltdl.
- Alchemilla vulgaris L.

## W
- Alchemilla walasii Pawl.
- Alchemilla wallischii Pawl.
- Alchemilla weberi S.E.Fröhner
- Alchemilla westermaieri Jaquet
- Alchemilla wichurae (Buser) Stefánsson
- Alchemilla williamsii L.M.Perry
- Alchemilla wischniewskii Rothm.
- Alchemilla woodii Kuntze

## X
- Alchemilla xanthochlora Rothm.

## Y
- Alchemilla ypsilotoma Rothm.

## Z
- Alchemilla zapalowiczii Pawl.
- Alchemilla ziganadagensis Pawl.
- Alchemilla zimoenkensis Czkalov
- Alchemilla zmudae Pawl.
- Alchemilla zolotuchinii Czkalov